# Caproni Vizzola F.4
Caproni Vizzola F.4 — истребитель-моноплан. Прототип Vizzola F.5.

## История
В 1938 году инженерная группа Caproni под управлением Фабрицио Фабрици начинает создавать проект нового истребителя под названием F.4 (Фабрици 4). Самолёт получил германский двигатель Daimler-Benz DB 601 мощностью 1075 л. с.. Первый полёт был совершён в июле 1940 года. После испытаний от самолёта отказались, так как уже был готов Caproni Vizzola F.6. Самолёт отправили в одну из итальянских эскадрилий.